# بخش پن (شهرستان هایلند، اوهایو)
بخش پن (به انگلیسی: Penn Township) یک منطقهٔ مسکونی در ایالات متحده آمریکا است که در شهرستان هایلند، اوهایو واقع شده‌است.
 بخش پن ۸۳٫۱ کیلومتر مربع مساحت و ۱٬۴۰۹ نفر جمعیت دارد و ۳۵۴ متر بالاتر از سطح دریا واقع شده‌است.